# Goldrunner
Goldrunner, est un jeu vidéo de type shoot them up développé par Microdeal en 1987 par Steve Bak, Pete Lyon et Rob Hubbard pour la musique. Le jeu a été développé sur Atari ST puis adapté sur Amiga. Goldrunner fait partie des classiques de l'Atari ST, notamment pour sa réalisation spectaculaire pour l'époque face aux 8 bits.

## Système de jeu

### Principes de base
C'est un jeu à défilement vertical libre. Vous avez un vaisseau équipé de deux canons laser, vous devez détruire tout sur le sol. Vous disposez d'un booster pour accélérer.